# Гаяна (Хорватія)
Гаяна (хорв. Gajana) — населений пункт у Хорватії, в Істрійській жупанії у складі міста Воднян.

## Населення
Населення за даними перепису 2011 року становило 172 осіб.
Динаміка чисельності населення поселення:

## Клімат
Середня річна температура становить 13,64 °C, середня максимальна – 27,09 °C, а середня мінімальна – -0,44 °C. Середня річна кількість опадів – 834 мм.
| Клімат поселення                              | Клімат поселення | Клімат поселення | Клімат поселення | Клімат поселення | Клімат поселення | Клімат поселення | Клімат поселення | Клімат поселення | Клімат поселення | Клімат поселення | Клімат поселення | Клімат поселення | Клімат поселення |
| Показник                                      | Січ.             | Лют.             | Бер.             | Квіт.            | Трав.            | Черв.            | Лип.             | Серп.            | Вер.             | Жовт.            | Лист.            | Груд.            |                  |
| Середній максимум, °C                         | 10,12            | 10,74            | 13,70            | 17,10            | 22,22            | 26,38            | 27,09            | 26,97            | 22,38            | 17,82            | 12,82            | 9,63             |                  |
| Середня температура, °C                       | 4,84             | 5,47             | 8,43             | 11,80            | 16,94            | 21,09            | 23,48            | 23,36            | 18,77            | 14,22            | 9,23             | 6,02             |                  |
| Середній мінімум, °C                          | −0,44            | 0,19             | 3,16             | 6,52             | 11,66            | 15,80            | 19,88            | 19,76            | 15,17            | 10,60            | 5,61             | 2,41             |                  |
| Норма опадів, мм                              | 65               | 53               | 59               | 66               | 59               | 68               | 46               | 72               | 75               | 95               | 101              | 75               |                  |
| Середньомісячна швидкість вітру, м/с          | 2.45             | 2.71             | 2.81             | 2.76             | 2.49             | 2.40             | 2.38             | 2.33             | 2.42             | 2.62             | 2.75             | 2.67             |                  |
| Середньомісячна сонячна радіація, кДж/м²·день | 4525             | 7437             | 10795            | 15359            | 19614            | 21427            | 22509            | 19423            | 14369            | 9181             | 4963             | 3845             |                  |
| --------------------------------------------- | ---------------- | ---------------- | ---------------- | ---------------- | ---------------- | ---------------- | ---------------- | ---------------- | ---------------- | ---------------- | ---------------- | ---------------- | ---------------- |
| Джерело:                                      |                  |                  |                  |                  |                  |                  |                  |                  |                  |                  |                  |                  |                  |